# Autumn Falls
Autumn Falls (* 4. August 2000 in New York City, USA) ist eine US-amerikanische Pornodarstellerin.

## Karriere
Falls, deren Familie aus Puerto Rico stammt, begann kurz nach ihrem 18. Geburtstag  damit, als Webcam-Model aufzutreten. Die ursprünglich von ihr angestrebte Karriere als Model zerschlug sich, weil sie nicht die von den Agenturen geforderten Körpermaße hatte. East Coast Talents nahm Falls unter Vertrag, nachdem ein Freund der Agentur Fotos von ihr geschickt hatte, sodass Falls im Oktober 2018 ihre erste Sexszene mit Darcie Dolce drehte. Seitdem hat sie mit vielen weiteren Produktionsfirmen wie Bang Bros, Reality Kings, Vixen, Passion HD und Brazzers zusammengearbeitet.
Im April 2019 wurde Falls vom Penthouse-Magazin zum Penthouse Pet of the Month gekürt. Seit April 2020 steht sie exklusiv bei Brazzers unter Vertrag. Es folgten seitdem mehrere Nominierungen für AVN Awards und XBIZ Awards, von denen sie auch einige gewinnen konnte.

## Filmografie (Auswahl)
- 2018: Autumn Cums
- 2018: Call
- 2018: Falling Hard for Autumn
- 2018: Going Down
- 2018: Suck My Stockings
- 2018: Training The Maid
- 2018: Volleyball Makes Callie Horny
- 2019: 32DD Latina Teen Autumn: Fuck and Facial
- 2019: Angela Loves Women 5
- 2019: Bang Bus 75
- 2019: Pledge This! 2: Hot Sporty Chicks Score!
- 2019: Double Booked 2: Ranch Vacation
- 2019: I Came Inside My Sister 6
- 2019: Fall Upon A Big Cock
- 2019: Max Hotel
- 2019: Super Cute 9
- 2019: Drive
- 2019: Share My Boyfriend 16
- 2019: Wet Pussy Seduction
- 2019: It's A Sister Thing 4
- 2019: Naughty Little Sister 4
- 2019: Evil Starlets
- 2019: Barely Legal 167: College Nerd Creampies
- 2019: All Natural Busty Maids
- 2019: Lesbian Performers Of The Year 2019
- 2019: My Dirty Maid 11
- 2019: Slut Puppies 14, 15
- 2019: I Love My Sister's Big Tits 9
- 2019: Pretty Little Sluts 2
- 2019: Miami Mamacitas
- 2019: Step Daughters In Heat
- 2019: A Hotwife Blindfolded 4
- 2019: Desperate Teens Evicted 2: Big Boobs Edition
- 2019: Rules Are Meant To Be Broken
- 2019: Wash And Dry Her
- 2019: When Boys Are Away
- 2020: Autumn Falls Strip
- 2020: Big Naturals 47, 48
- 2020: My Filthy Castings 3
- 2020: We Live Together Season 1
- 2020: 25 Sexiest Latin Porn Stars Ever! 2
- 2020: Breast Worship 6
- 2020: The Sister Fantasy 6
- 2020: Busty Wife Fantasies
- 2020: Reckless In Miami 2
- 2020: Red Pages
- 2020: Family Always Comes First 4
- 2020: 2 Is Better Than 1
- 2020: Until Night Falls
- 2020: VIP Treatment
- 2020–21: Sneaky Sex 19, 20
- 2021: Hunting 4 Amateur Pussy 9
- 2021: Pure 18, 38
- 2021: Semen Sirens of the High Seas
- 2021: Superstars Sextape
- 2022: 8th Street Latinas 45
- 2022: Breast Worship 7
- 2022: Busty and Naughty 2
- 2022: Her Big Tits
- 2022: Lick It Good 6, 7
- 2022: When Girls Play 25, 27
- 2022: World Of BangBros: Wet and Wild 5
- 2023: Baby Got Boobs 30
- 2024: Tonight's Girlfriend 130

## Auszeichnungen
- 2019: Urban X Award – Most Beautiful Breast
- 2020: AVN Award – Hottest Newcomer[5]
- 2020: XBIZ Awards – Best New Starlet[6]
- 2020: PornHub Awards – Top Big Tits Performer[7]
- 2022: AVN Award – Best Lesbian Group Sex Scene (mit Gina Valentina, Emily Willis und Gia Derza)[8]